# 埃尔斯波夫莱特斯
埃尔斯波夫莱特斯，是西班牙巴伦西亚自治区阿利坎特省的一个市镇。总面积4km2，总人口1822人（2001年），人口密度456人/km2。